# 顯田遊樂場

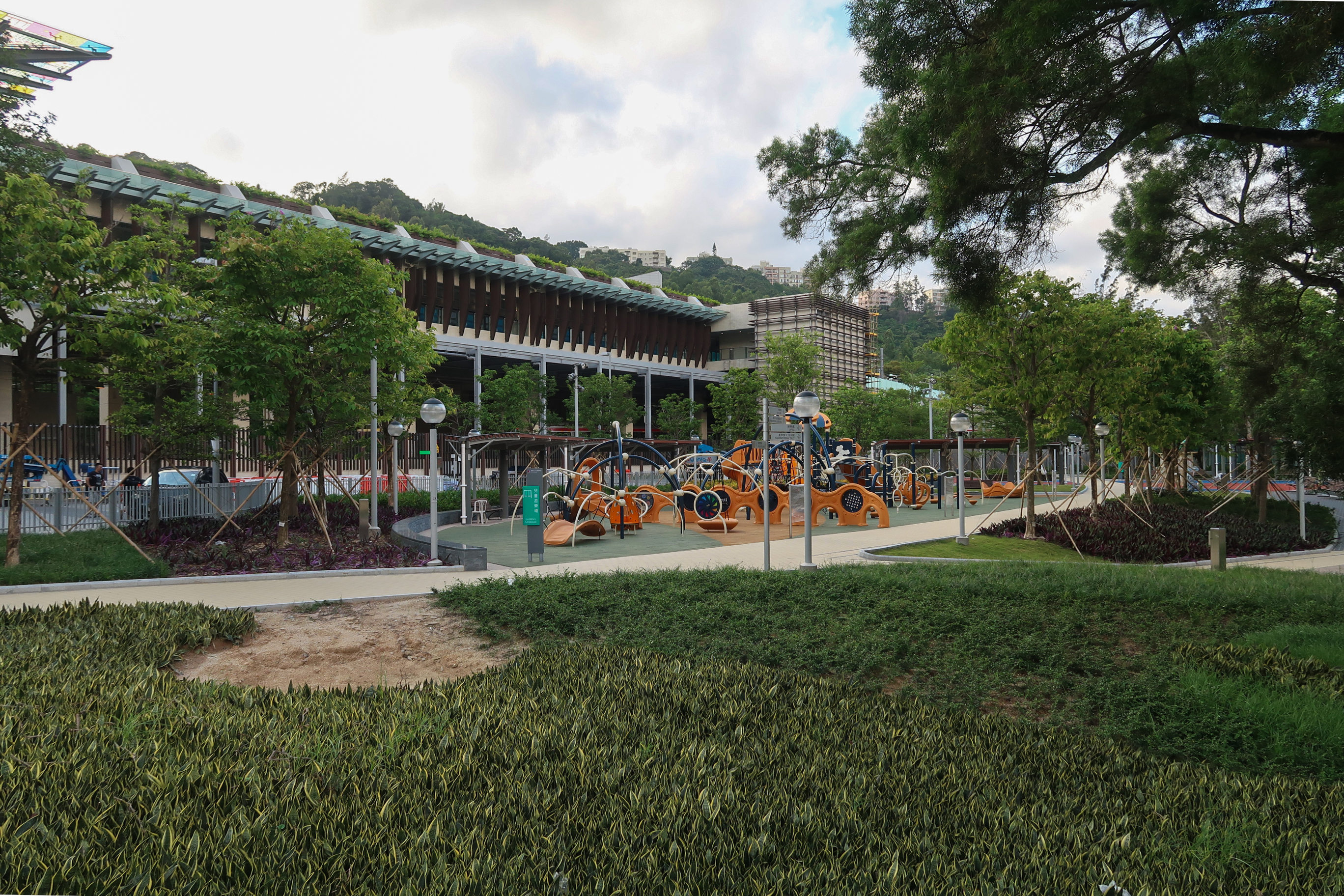
興建顯徑站後以作補償的兒童遊樂場（2018年）

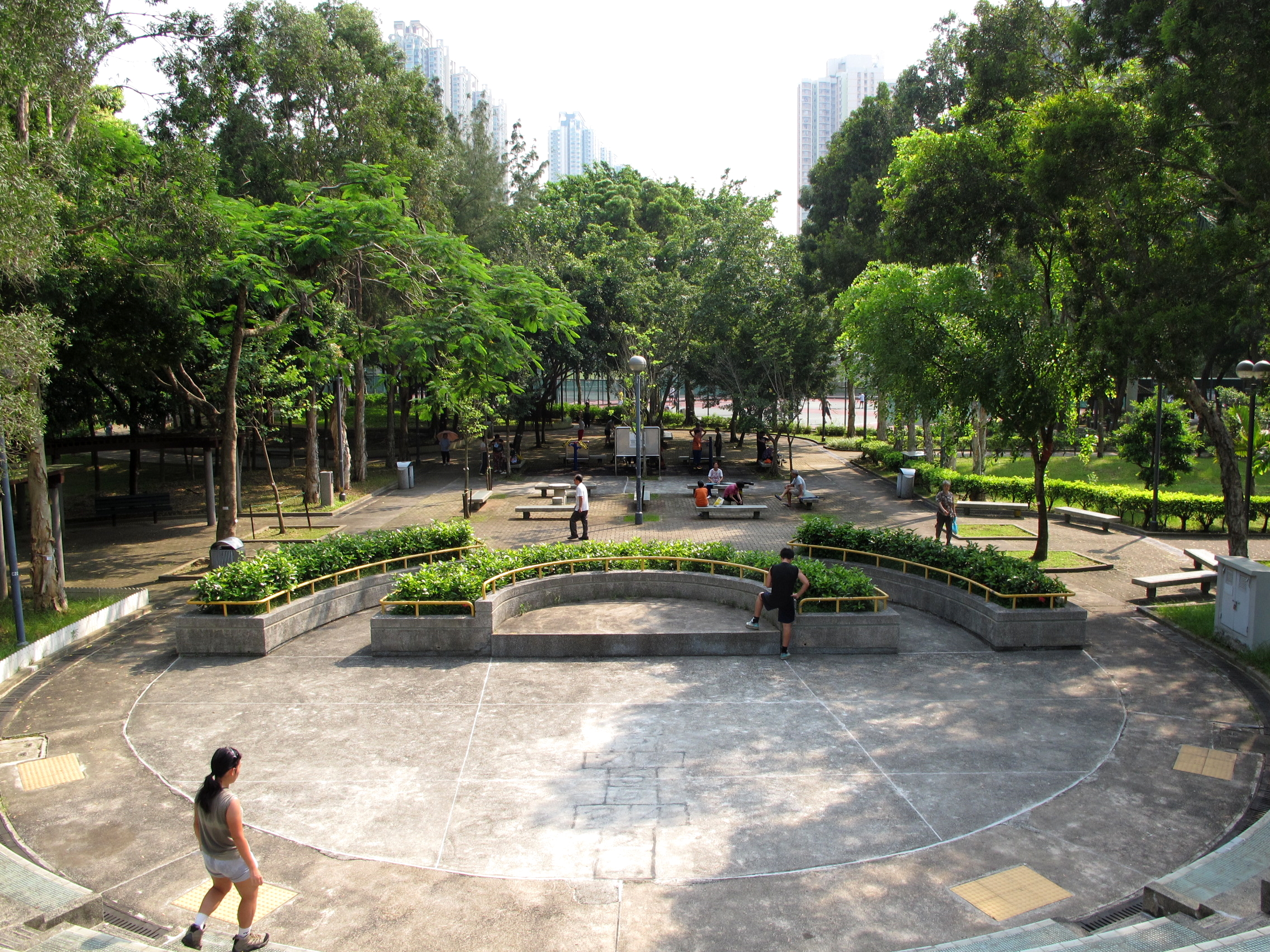
從露天劇場高處看顯田遊樂場；因興建顯徑站而於2013年8月拆卸

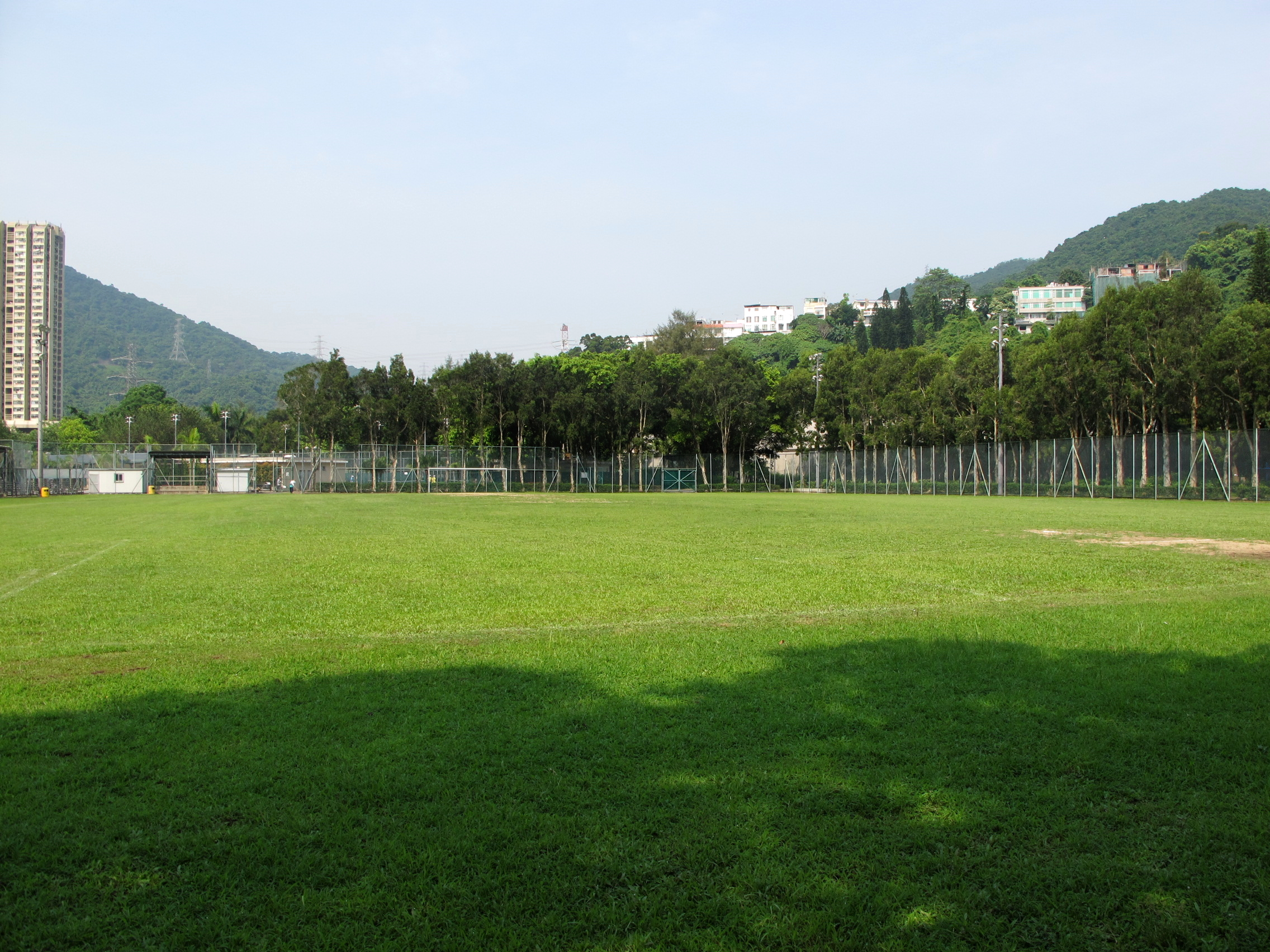
顯田遊樂場草地足球場

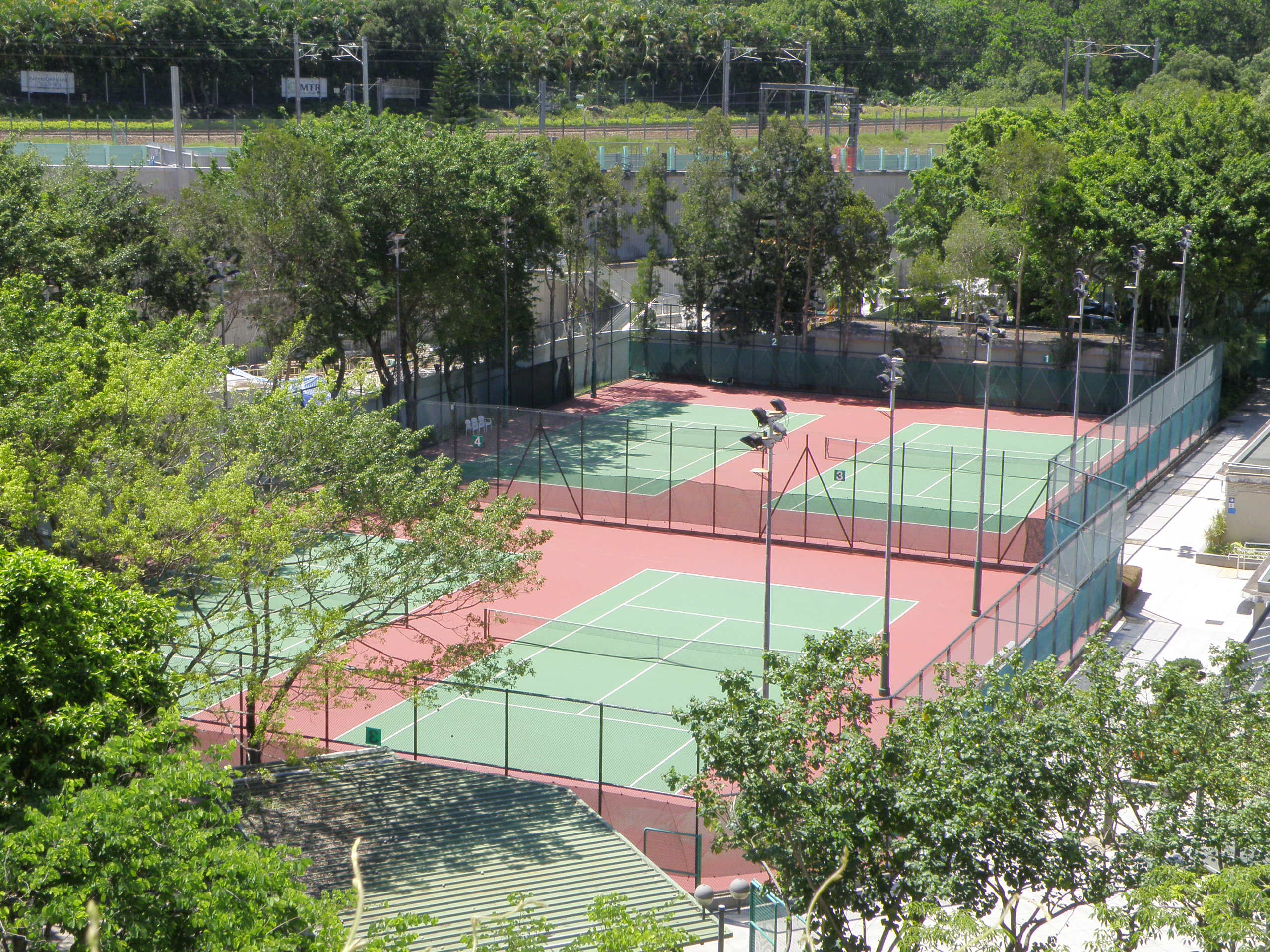
顯田遊樂場網球場

顯田遊樂場（英語：Hin Tin Playground），位處於香港新界沙田大圍車公廟路，是康文署轄下的遊樂場，設施包括1個兒童遊樂場、1個草地足球場、4個網球場、洗手間及更衣室。

## 因興建顯徑站而縮小
屯馬線顯徑站永久佔用顯田遊樂場中的3,000平方米用地，需拆卸其中1個兒童遊樂場、露天劇場、多個涼亭及健身徑，按照規定港鐵須在沙田區內另覓地方重建休憩設施，以作補償。有關的工程已於2013年7月16日開始。重建後的遊樂場已在2018年初落成，到同年7月中開放。

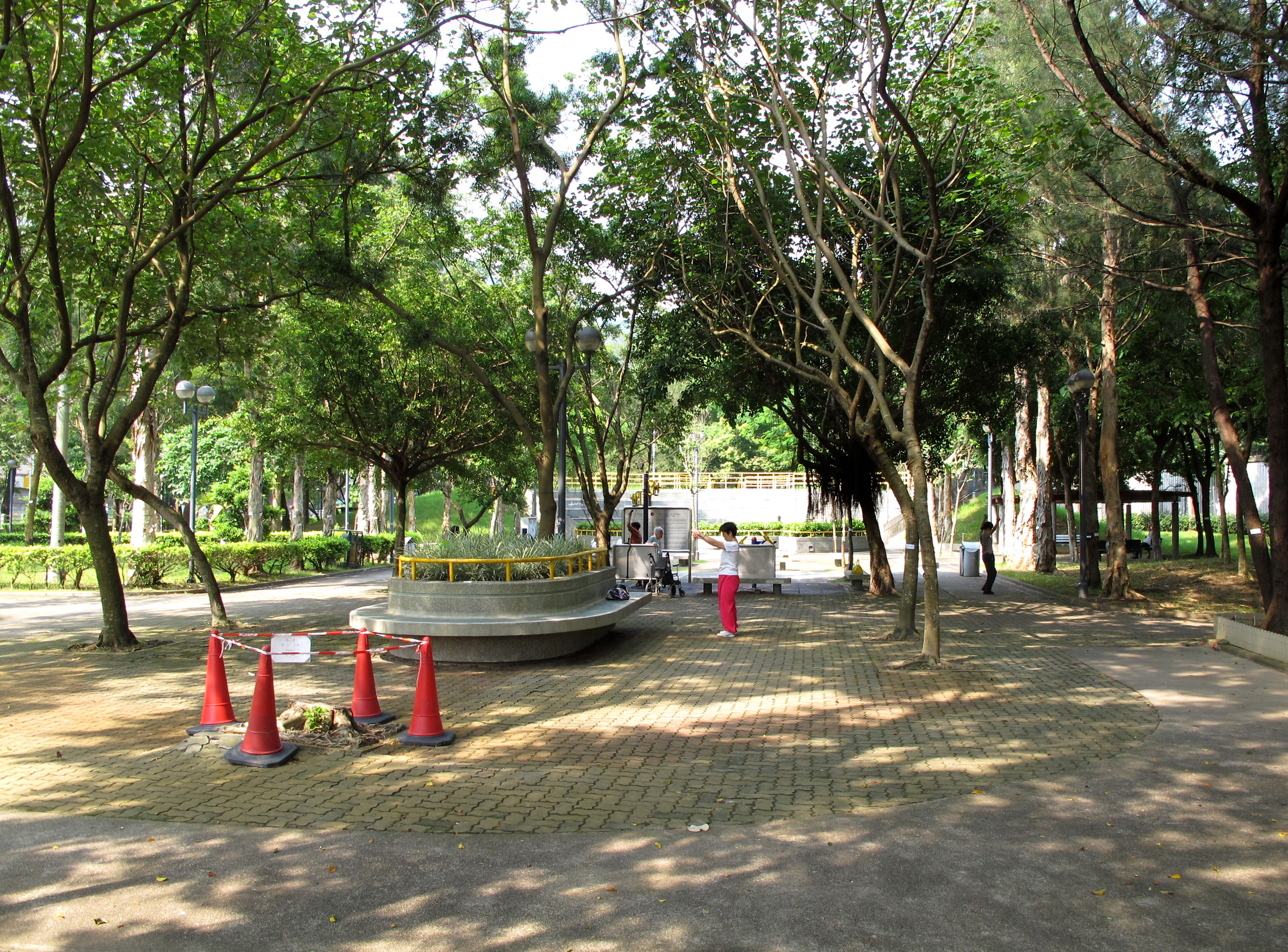
已拆卸的露天劇場廣場
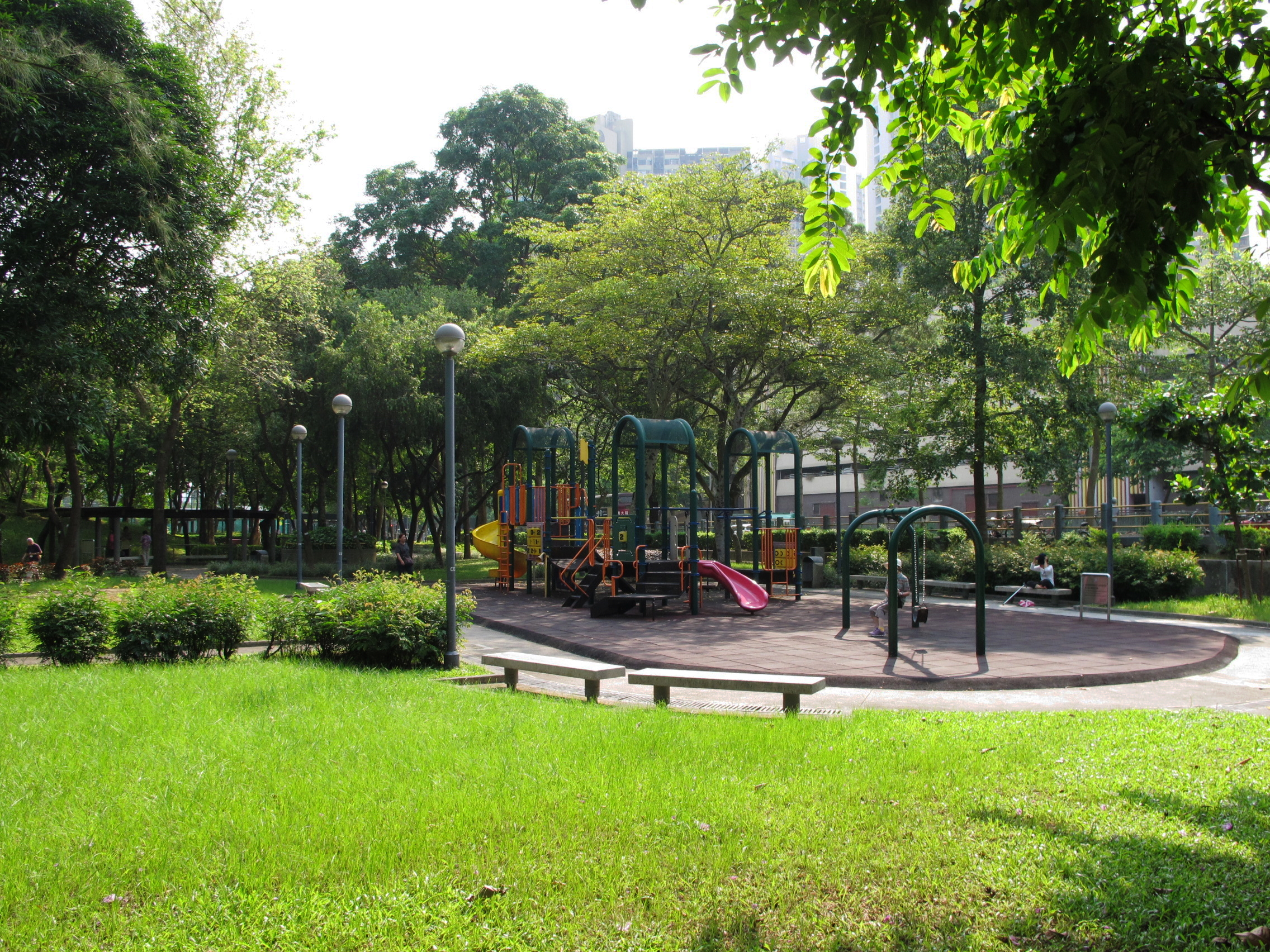
已拆卸的兒童遊樂場
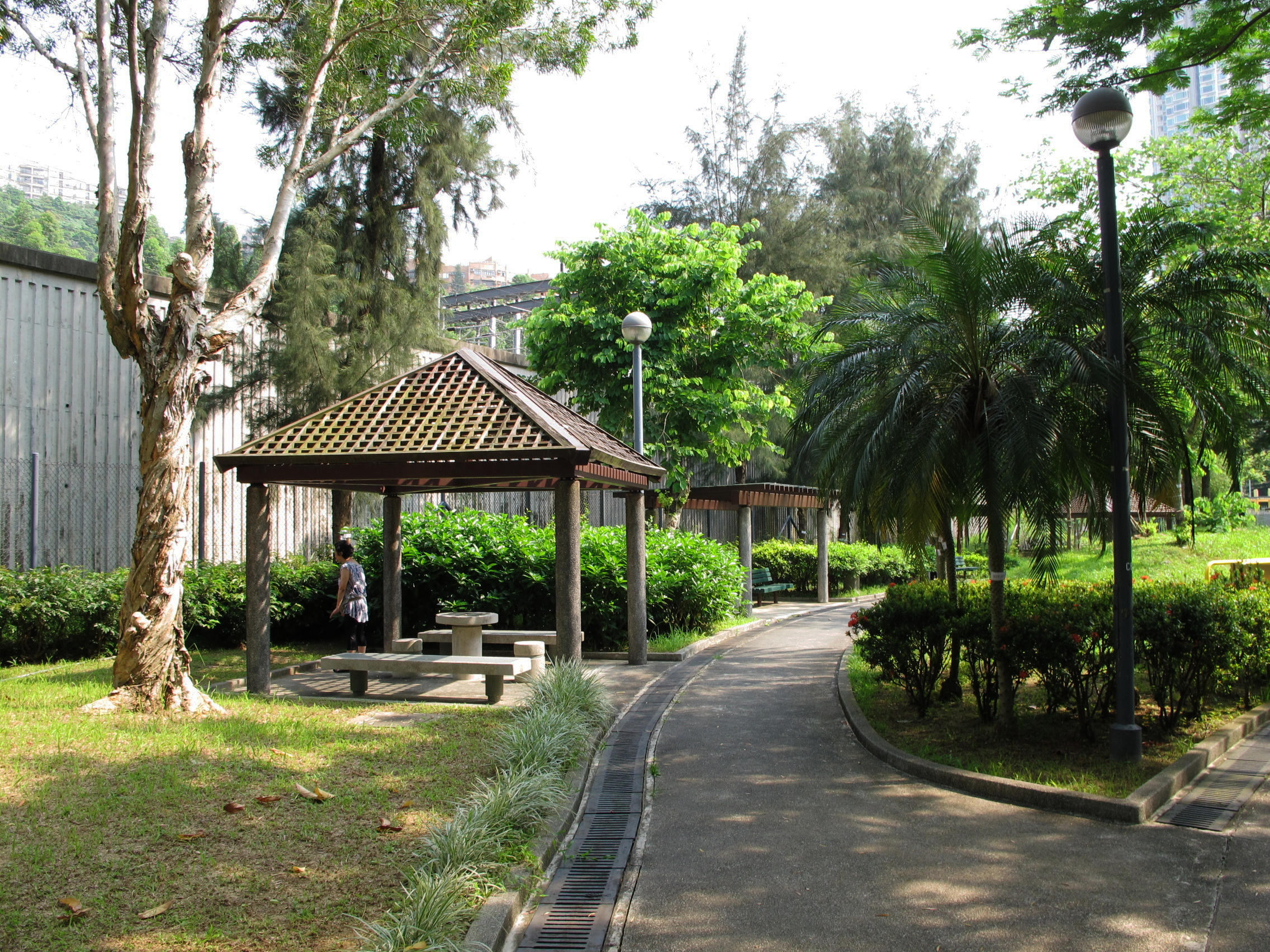
已拆卸的涼亭

## 毗鄰
- 顯田游泳池
- 顯徑邨
- 名城
- 顯徑站